# Guaycorá

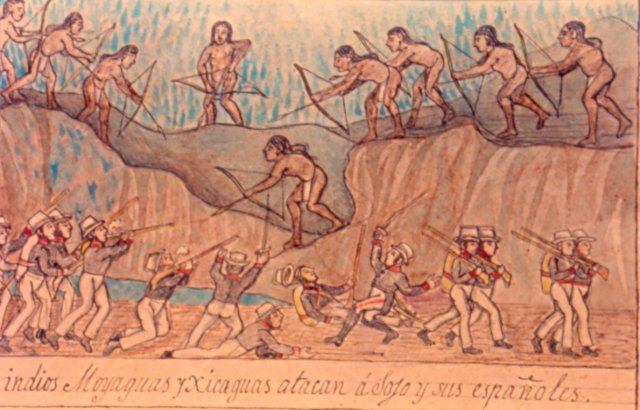
Indígenas Moyaguas y Xicaguas atacan a las tropas de Diego de Sojo en Santiago de Talamanca (1610). Álbum de Figueroa.

Guaycorá fue un rey indígena costarricense del siglo XVII, cacique de Sucaca, en la Cordillera de Talamanca. En el año de 1610, Guaycorá dirigió a los pueblos cabécar, viceita, ateo y térraba en una rebelión en contra de los españoles al mando de Diego de Sojo y Peñaranda, asentados en Santiago de Talamanca. La sublevación, de acuerdo con los testigos, se originó por la crueldad de Diego de Sojo hacia los indígenas, y fue desencadenada luego del robo de dos deidades de oro que se encontraban en el u-suré (templo indígena) localizado en la comunidad de Cabécar.
Santiago de Talamanca, ciudad fundada en 1605 por Diego de Sojo a las orillas del río Tarire, afluente del Sixaola, en la actual frontera atlántica entre Costa Rica y Panamá, había alcanzado cierta prosperidad gracias al comercio establecido por mar con la ciudad de Portobelo, pero al cabo de cinco años, cansados de las vejaciones sufridas a manos de los españoles - tales como el trabajo y traslados forzosos, castigos como azote o corte de orejas y pelo, y el robo de las reliquias de oro de un templo indígena en el pueblo de Cabécar,- los indígenas se confederaron bajo el mando de Guaycorá, señor de los cabécares, y del usékar (jefe religioso) Sumamará, de esa misma etnia. Los indígenas atacaron los pueblos de indios, los sembradíos de maíz y todas las estancias que encontraron camino a Santiago de Talamanca, la cual incendiaron, obligando a hombres, mujeres y niños españoles, en medio del pánico, a huir hacia Cartago, escoltados por unos pocos soldados. 
La destrucción de Santiago de Talamanca marcó el inicio de un ciclo de violencia en la región que se prolongó hasta la década de 1620, y también, fue uno de los factores que contribuyó a empobrecer a varios encomenderos, que terminaron transformándose en campesinos.